# OK Lliga femenina 2019-2020
L'OK Lliga Femenina 2019-20 fou la dotzena edició de la Lliga espanyola d'hoquei sobre patins. Es disputà des del 21 de setembre de 2019 fins al 23 de  maig de 2020 i fou organitzada per la Federació Espanyola de Patinatge. Hi participaren catorze equips, amb una majoritària presència dels clubs catalans. Es disputà en format de lligueta a doble volta, amb un total de vint-i-sis jornades. A causa de l'esclat de la pandèmia del COVID-19, la competició fou suspesa provisionalment el març de 2020 i, posteriorment, declarada per finalitzada el maig de 2020.
Es proclamà campió el Magic Studio CP Manlleu, després de finalitzar líder al final de la primera volta. Fou el primer títol d'OK Lliga del club osonenc, després de quatre subcampionats. Anna Casarramona, del CP Manlleu, fou escollida MVP de l'OK Lliga, i Maria Diez, també del mateix equip, fou la màxima golejadora de la competició amb 32 gols i guanyà la seva segona Bola d'or.

## Sistema de competició
La competició es disputà en format de sistema de tots contra tots a doble volta, celebrant-se un partit en camp propi i l'altre en camp contrari, amb un total de vint-i-sis jornades. La classificació final s'establí d'acord amb els punts totals obtinguts per cada equip en finalitzar el campionat. Els equips aconseguiren tres punts per cada partit guanyat, un punt per cada empat i cap punt pels partits perduts. Si en finalitzar el campionat dos equips igualen a punts, els mecanismes per desempatar la classificació són els següents:
1. Qui tingui una major diferència entre gols a favor i en contra segons el resultat dels partits jugats entre ells.
2. Qui tingui la diferència més gran de gols a favor tenint en compte tots els obtinguts i rebuts en el transcurs de la competició.

En finalitzar la temporada, els quatre primers classificats disputaren la Lliga Europea de la temporada següent, mentre que els tres últims descendiren de categoria.

## Clubs participants
- Club Patín Alcorcón
- Areces Ecopilas Pavitek Asturhockey
- Club Hoquei Patí Bigues i Riells
- Cerdanyola Club Hoquei
- Club Patín Cuencas Mineras-Nortesport
- Garatge Plana Girona Club Hoquei
- Magic Studio Club Patí Manlleu
- Generali Hoquei Club Palau de Plegamans
- Club Patín Las Rozas
- Patí Hoquei Club Sant Cugat
- Telecable Hockey Club
- Club Patí Vilanova
- Club Patí Vila-sana
- Club Patí Voltregà Stern Motor

## Taula de resultats
| Casa \ Fora                   | ALC | ARE | BIG | CER | CUE | GIR  | MAN | PAL | ROZ  | SCG | TEL  | VIL | VLS | VOL |
| ----------------------------- | --- | --- | --- | --- | --- | ---- | --- | --- | ---- | --- | ---- | --- | --- | --- |
| CP Alcorcón                   | —   | 3–2 |     | 2–5 | 4–6 |      |     | 1–5 | 2–1  | 4–2 | 3–3  |     | 1–0 |     |
| Areces Ecopilas Asturhockey   | 2–3 | —   |     | 1–6 | 3–4 |      | 3–5 | 1–9 | 2–10 |     | 4–4  | 0–3 | 2–6 | 0–2 |
| CHP Bigues i Riells           | 3–1 | 7–1 | —   | 2–3 | 8–3 | 6–2  | 0–4 |     | 4–2  | 2–1 |      | 6–4 | 1–1 |     |
| Cerdanyola CH                 | 2–1 |     | 4–0 | —   |     | 10–4 |     | 5–1 | 9–0  | 6–4 |      | 3–3 |     | 4–1 |
| CP Cuencas Mineras Nortesport | 3–4 | 1–3 | 3–4 | 2–4 | —   | 9–5  | 3–6 | 1–5 | 1–3  |     | 2–3  | 1–2 |     | 2–5 |
| Garatge Plana Girona          | 2–1 | 9–3 | 3–7 |     | 4–3 | —    | 1–3 | 0–2 | 1–3  | 1–3 |      |     | 3–1 |     |
| CP Manlleu Magic Studio       | 4–0 | 9–0 |     | 6–0 | 7–3 |      | —   | 2–1 | 9–0  |     | 2–3  |     | 1–0 | 1–1 |
| Generali HC Palau             |     | 5–1 | 2–0 | 4–1 | 7–2 | 7–1  |     | —   |      |     | 3–1  | 6–1 |     | 1–1 |
| CP Las Rozas                  |     |     | 2–5 | 0–1 |     |      |     | 1–8 | —    | 2–5 |      |     | 1–4 |     |
| PHC Sant Cugat                |     | 8–1 |     | 1–6 | 6–5 | 0–1  |     | 0–4 |      | —   | 2–5  | 3–4 | 4–2 | 1–3 |
| Telecable HC                  |     |     | 5–1 | 1–2 |     | 6–2  | 2–4 |     | 14–0 | 3–2 | —    | 7–0 |     | 3–4 |
| CP Vilanova                   | 0–2 |     | 1–5 | 3–4 |     | 1–4  | 1–6 |     | 1–2  |     | 1–11 | —   | 2–5 |     |
| CP Vila-sana                  |     | 5–0 |     | 2–2 | 3–1 |      | 1–5 | 1–3 |      | 2–0 | 1–2  | 7–0 | —   | 2–3 |
| CP Voltregà Stern Motor       |     | 3–0 | 1–1 |     |     | 2–2  | 2–4 |     | 3–1  |     | 4–0  | 6–2 | 2–2 | —   |

## Classificació final
A causa de la suspensió de la competició per la pandèmia del COVID-19, el campió es decidí amb el resultat de la classificació dels equips participants al final de la primera volta. Fou declarat campió el Magic Studio CP Manlleu, primer títol de lliga de l'entitat, que acabà empatat a punts amb el Generali HC Palau de Plegamans però amb millor diferència de gols.
Es classificaren per a la següent edició de la Lliga europea d'hoquei sobre patins el Magic Studio CP Manlleu, el Generali HC Palau de Plegamans, el Cerdanyola CH, el Telecable HC i el CP Voltregà Stern Motor, com a vigent campió. Per altra banda, no hi hagué descensos i la següent temporada es disputà la competició amb setze equips.
| Pos | Equip                               | PJ | PG | PE | PP | GF | GC | DG  | Pts | Classificació o descens           |
| --- | ----------------------------------- | -- | -- | -- | -- | -- | -- | --- | --- | --------------------------------- |
| 1   | Magic Studio CP Manlleu             | 13 | 11 | 1  | 1  | 60 | 14 | +46 | 34  | Classificats per la Lliga europea |
| 2   | Generali HC Palau                   | 13 | 11 | 1  | 1  | 51 | 12 | +39 | 34  | Classificats per la Lliga europea |
| 3   | Cerdanyola CH                       | 13 | 9  | 2  | 2  | 53 | 26 | +27 | 29  | Classificats per la Lliga europea |
| 4   | Telecable HC                        | 13 | 8  | 2  | 3  | 57 | 26 | +31 | 26  | Classificats per la Lliga europea |
| 5   | CP Voltregà Stern Motor             | 13 | 7  | 5  | 1  | 31 | 20 | +11 | 26  | Classificats per la Lliga europea |
| 6   | CHP Bigues i Riells                 | 13 | 7  | 2  | 4  | 34 | 28 | +6  | 23  |                                   |
| 7   | CP Vila-sana                        | 13 | 5  | 3  | 5  | 29 | 25 | +4  | 18  |                                   |
| 8   | Garatge Plana Girona CH             | 13 | 5  | 1  | 7  | 35 | 44 | −9  | 16  |                                   |
| 9   | CP Alcorcón                         | 13 | 5  | 1  | 7  | 21 | 27 | −6  | 16  |                                   |
| 10  | CP Vilanova                         | 13 | 4  | 1  | 8  | 21 | 48 | −27 | 13  |                                   |
| 11  | PHC Sant Cugat                      | 13 | 4  | 0  | 9  | 32 | 45 | −13 | 12  |                                   |
| 12  | CP Las Rozas                        | 13 | 4  | 0  | 9  | 26 | 63 | −37 | 12  |                                   |
| 13  | Areces Ecopilas Pavitek Asturhockey | 13 | 1  | 1  | 11 | 23 | 69 | −46 | 4   |                                   |
| 14  | CP Cuencas Mineras                  | 13 | 0  | 0  | 13 | 29 | 55 | −26 | 0   |                                   |

| Campió de l'OK Lliga 2019-20         |
| ------------------------------------ |
| Magic Studio CP Manlleu Primer títol |
| MVP                                  |
| Anna Casarramona                     |

## Estadístiques
| Nota. Jugadores amb quinze o més gols |

| Màxima golejadora | Màxima golejadora | Màxima golejadora       | Màxima golejadora | Màxima golejadora | Màxima golejadora | Màxima golejadora | Màxima golejadora | Màxima golejadora |
| Pos.              | Jugadora          | Club                    | Gols              | PJ                | GPP               | Asst.             | Pen               | FD                |
| ----------------- | ----------------- | ----------------------- | ----------------- | ----------------- | ----------------- | ----------------- | ----------------- | ----------------- |
| 1                 | Maria Díez        | Magic Studio CP Manlleu | 32                | 18                | 1.78              | 2                 | 2/3               | 0/3               |
| 2                 | Gemma Solé        | Cerdanyola CH           | 27                | 19                | 1.42              | 3                 | 2/4               | 7/17              |
| 3                 | Marta Borràs      | CHP Bigues i Riells     | 24                | 18                | 1.33              | 8                 | 4/6               | 3/6               |
| 4                 | Laura Puigdueta   | Generali HC Palau       | 22                | 18                | 1.22              | 1                 | 0/1               | 1/3               |
| 5                 | Aina Florenza     | Generali HC Palau       | 21                | 18                | 1.17              | 2                 | 0                 | 0/3               |
| 6                 | Daiana Silva      | Cerdanyola CH           | 20                | 19                | 1.05              | 4                 | 0                 | 2/8               |
| 7                 | Alba Garrote      | CP Cuencas Mineras      | 20                | 19                | 1.05              | 3                 | 5/8               | 3/11              |
| 8                 | Laura Vall        | CHP Bigues i Riells     | 16                | 16                | 1.00              | 7                 | 3/6               | 1/2               |
| 9                 | Giulia Galeassi   | CP Las Rozas            | 15                | 16                | 0.94              | 2                 | 2/4               | 3/6               |
| 10                | Maria Igualada    | CHP Bigues i Riells     | 15                | 18                | 0.83              | 3                 | 0                 | 0                 |
| 11                | María Sanjurjo    | Telecable HC            | 15                | 17                | 0.88              | 7                 | 0                 | 2/5               |
| 12                | Ona Castellví     | Magic Studio CP Manlleu | 15                | 18                | 0.83              | 10                | 1/2               | 1/1               |